# بودجه نظامی

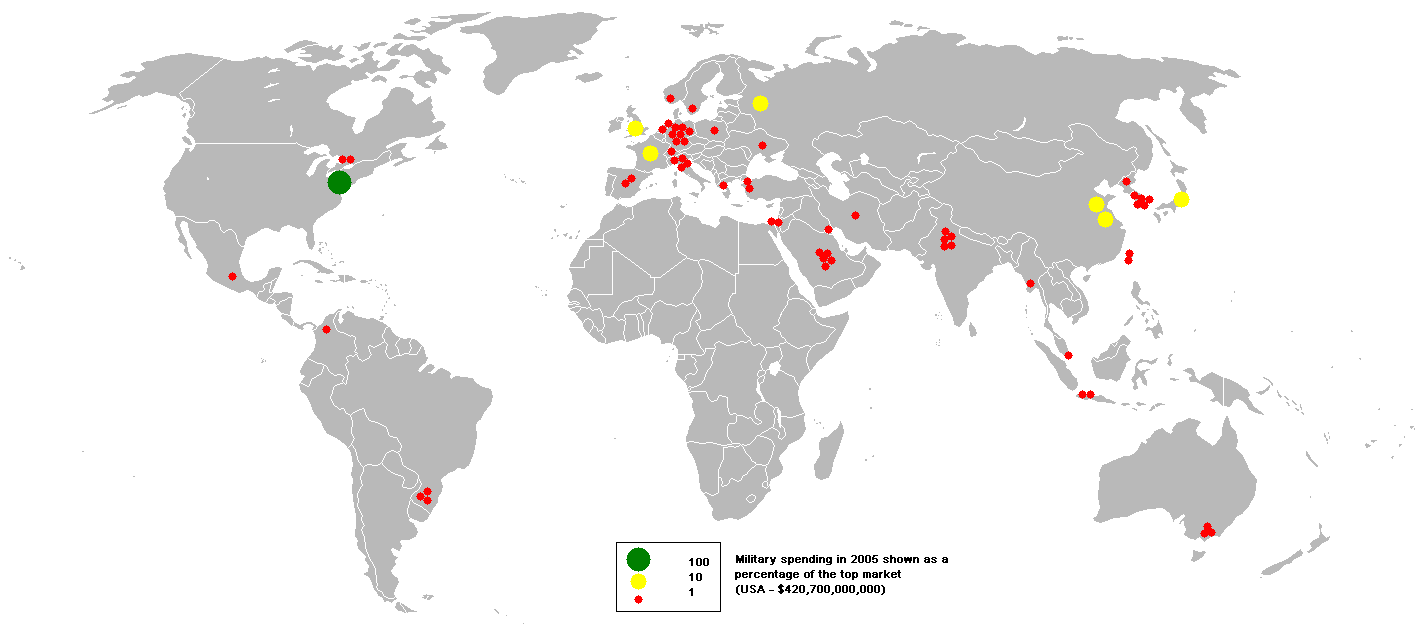
نمایی از نقشهٔ جهانیِ سرانهٔ بودجهٔ نظامی در سال ۲۰۰۵

بودجه نظامی (انگلیسی: Military budget) (یا هزینه‌های نظامی) که به عنوان بودجه دفاعی نیز شناخته می‌شود، به میزان منابع مالی اختصاص یافته توسط دولت مستقل اطلاق می‌گردد، که به ارتقاء و نگهداری نیروهای نظامی یا سایر روش‌های ضروری برای اهداف دفاعی اختصاص می‌یابد. بودجه نظامی عمدتاً برای خرید سلاح‌های دفاعی و تحاجمی، مانند: تانک، پهپاد، ناو، موشک و … استفاده می‌شود و بخشی از آن نیز به حقوق پرسنل و سربازان نظامی تعلق می‌گیرد. بسیاری از اقتصاددانان بین بودجه نظامی بالا و پیامدهای منفی اقتصادی متنوع ارتباطی علی برقرار کرده‌اند.

## پیامدهای منفی بودجه نظامی بالا
بودجه نظامی بالا دارای پیامدهای منفی چون تشویق افزایش تورم، کاهش سرمایه‌گذاری، کاهش میزان قابلیت رقابت تجارتی در عاملان اقتصادی، ایجاد مشکل در رشد اقتصادی و کاهش موقعیت‌های کاری در موقعیت‌ها و فرصت‌های اقتصادی غیر نظامی می‌شود.